# 山口県道68号光日積線
山口県道68号光日積線（やまぐちけんどう68ごう ひかりひづみせん）は、山口県光市から柳井市に至る県道（主要地方道）である。

## 概要
山口県光市光井と柳井市日積を結ぶ。

### 路線データ
- 起点：光市光井（山口県道22号光柳井線交点）
- 終点：柳井市日積（国道437号・山口県道149号柳井由宇線交点）

## 歴史
- 1993年（平成5年）5月11日 - 建設省から、県道光日積線が光日積線として主要地方道に指定される[1]。

## 路線状況

### 重複区間
- 山口県道23号光上関線（光市岩田 地内）
- 山口県道63号下松田布施線（光市塩田 地内）
- 山口県道138号周東田布施線（岩国市周東町田尻 地内）
- 山口県道7号柳井周東線（岩国市周東町田尻 - 柳井市伊陸）
- 山口県道151号伊陸大畠港線（柳井市伊陸 - 柳井市日積）
- 山口県道149号柳井由宇線（柳井市日積 地内）

## 地理

### 通過する自治体
- 光市
- 岩国市
- 熊毛郡田布施町
- 柳井市

### 交差する道路
- 山口県道22号光柳井線（光市光井、起点）
- 山口県道23号光上関線（光市岩田）
- 山口県道23号光上関線・山口県道161号岩田停車場線（光市岩田）
- 山口県道63号下松田布施線（光市塩田）
- 山口県道63号下松田布施線（光市塩田）
- 山口県道158号佐田中田布施線（光市塩田）
- 山口県道320号塩田中山線（光市塩田）
- 山口県道138号周東田布施線（岩国市周東町田尻）
- 山口県道7号柳井周東線・山口県道138号周東田布施線（岩国市周東町田尻）
- 山口県道7号柳井周東線（柳井市伊陸）
- 山口県道70号柳井玖珂線（柳井市伊陸）
- 山口県道151号伊陸大畠港線（柳井市伊陸）
- 山口県道153号木部柳井線（柳井市伊陸）
- 山口県道149号柳井由宇線（柳井市日積）
- 国道437号・山口県道149号柳井由宇線（柳井市日積、終点）

### 沿線にある施設など
- JR山陽本線 岩田駅
- 光市役所 大和支所
- 光市立大和総合病院
- 柳井市役所 伊陸出張所
- 柳井カントリー倶楽部